# Архієпископ Гнезненський
Архієпи́скоп Ґнєзненський (лат. Archiepiscopus Gnesnensis) — титул і посада голови Ґнєзненської архідіоцезії Римсько-Католицької Церкви у Польщі. Існує з 1000 року.

## Список
- 999–1022 Радим Славникович
- бл. 1025–1027 Іполіт
- 1027–1028 Степан Босута
- бл. 1076–1092 Богуміл

....
| 1423—1436                                                             | Войцех Ястшембець      |
| Примас Польщі та Литви.                                               |                        |
|                                                                       |                        |
| 1616–1624                                                             | Лаврентій Гембицький   |
| з роду Гембицьких гербу Наленч.                                       |                        |
|                                                                       |                        |
| 1653–1658                                                             | Анджей Лещинський      |
| з роду Лещинських гербу Венява.                                       |                        |
|                                                                       |                        |
| 1666–1673                                                             | Миколай Пражмовський   |
| з роду Пражмовських гербу Беліна.                                     |                        |
|                                                                       |                        |
| 1679—1685                                                             | Ян-Стефан Виджга       |
| з роду Виджг гербу Ястшембець.                                        |                        |
|                                                                       |                        |
| 1785—1794                                                             | Міхал Єжи Понятовський |
| з роду Понятовських гербу Цьолек.                                     |                        |
|                                                                       |                        |
| 1828—1829                                                             | Теофіл Волицький       |
|                                                                       |                        |
|                                                                       |                        |
| 1915—1926                                                             | Едмунд Дальбор         |
| Архієпископ познанський. Кардинал. Примас Польщі                      |                        |
|                                                                       |                        |
| 1926—1948                                                             | Август Глонд           |
| Єпископ катовіцький, архієпископ варшавський. Кардинал. Примас Польщі |                        |
|                                                                       |                        |
| 1948—1981                                                             | Стефан Вишинський      |
| Єпископ люблінський, архієпископ варшавський. Кардинал. Примас Польщі |                        |
|                                                                       |                        |
| 1981—1992                                                             | Юзеф Глемп             |
| Єпископ вармійський, архієпископ варшавський. Кардинал. Примас Польщі |                        |
|                                                                       |                        |
| 1992—2010                                                             | Генрик Мушинський      |
| Єпископ влоцлавський. Примас Польщі                                   |                        |
|                                                                       |                        |
| 2010—2014                                                             | Юзеф Ковальчик         |
| Апостольський нунцій в Польщі (1989—2010). Примас Польщі.             |                        |
|                                                                       |                        |
| 2014—                                                                 | Войцех Поляк           |
| Примас Польщі.                                                        |                        |